# 玉流體
玉流體（：／）是朝鮮民主主義人民共和國的一種韓文書法字體。其名稱“玉流”來自於人們自古對平壤大同江水的美稱，意思是水流清澈碧綠如玉。玉流體的設計基於宮書體等古典毛筆書法字體，結合了朝鲜現實的宣傳需要，視覺效果較宮書體更為剛健醒目。在印刷中通常用作標題字，如勞動新聞的刊頭題詞。
玉流體在韓國也偶爾有所應用，如在韓國放送公社2011年6月播出的節目中出現，以彰顯一種復古風。但由於其朝鲜製作的特殊來源，對於是否應該使用，會引發部分爭議。